# Liste der Kulturdenkmäler in Waldmohr
In der Liste der Kulturdenkmäler in Waldmohr sind alle Kulturdenkmäler der rheinland-pfälzischen Ortsgemeinde Waldmohr einschließlich des Ortsteils Eichelscheiderhof aufgeführt. Im Ortsteil Waldziegelhütte sind keine Kulturdenkmäler ausgewiesen. Grundlage ist die Denkmalliste des Landes Rheinland-Pfalz (Stand: 6. September 2022).

## Denkmalzonen
| Bezeichnung                                 | Lage                              | Baujahr                 | Beschreibung | Bild                           |
| ------------------------------------------- | --------------------------------- | ----------------------- | --- | ------------------------------ |
| Denkmalzone Ortskern                        | Rathausstraße 2–7, 12/14, 16 Lage | 18. und 19. Jahrhundert | Ortskern um die Einmündung von Blücherstraße und Höcher Straße in die Hauptstraße, mit Kirche und Rathaus, Geschäfts- und Bauernhäusern aus dem 18. und 19. Jahrhundert | Fotos hochladen                |
| Denkmalzone Grube „Consolidiertes Nordfeld“ | westlich des Ortes Lage           | um 1900                 | Fundamente des Zwillingsförderturms und der Maschinenhäuser, Abraumhalden, ehemalige Bahntrasse, um 1900                                                                | weitere Bilder Fotos hochladen |

## Einzeldenkmäler
| Bezeichnung                 | Lage                            | Baujahr                           | Beschreibung | Bild            |
| --------------------------- | ------------------------------- | --------------------------------- | --- | --------------- |
| Postamt                     | Bahnhofstraße 45 Lage           | 1926                              | ehemaliges Postamt; Walmdachbau, Heimatstil, 1926, Architekt Heinrich Müller, Speyer | Fotos hochladen |
| Protestantische Pfarrkirche | Blücherstraße 3 Lage            | 1765                              | Saalbau, bezeichnet 1765, Architekt Philipp Heinrich Hellermann, Zweibrücken, Erweiterung 1903, Turm, bezeichnet 1831, auf spätgotischem Erdgeschoss; Stumm-Orgel von 1861                          | Fotos hochladen |
| Kriegerdenkmal              | Eichelscheider Straße Lage      | 1930                              | Kriegerdenkmal 1914/18 und 1939/45, Unterbau von F. Cullmann und B. Marx, Waldmohr, Soldatenskulptur von Ludwig Rech, Zweibrücken, 1930, nach 1945 ergänzt                                          | Fotos hochladen |
| Gedenkstein                 | Eichelscheider Straße Lage      | nach 1945                         | Gedenkstein für die Opfer des Nationalsozialismus | Fotos hochladen |
| Pfarrhaus                   | Rathausstraße 3 Lage            | 1864–66                           | klassizistischer Putzbau, 1864–66; ortsbildprägend; zugehörig ehemaliger Pfarrgarten und -scheune                                                                                                   | BW              |
| Rathaus                     | Rathausstraße 12/14 Lage        | 1849/50                           | bis 1901 auch Königlich-bayerisches Amtsgericht; aufgesockelter Quaderbau mit Walmdach, Rundbogenstil, 1849/50, Architekt Bezirksbauschaffner Portscheller, Homburg; ortsbildprägend                | Fotos hochladen |
| Brunnen                     | Rathausstraße, bei Nr. 37 Lage  | erste Hälfte des 19. Jahrhunderts | Laufbrunnen, Steintrog, gusseiserne Säule, erste Hälfte des 19. Jahrhunderts | BW              |
| Forstamt                    | Saarpfalzstraße 11 Lage         | 1901                              | Sandsteinquaderbau, 1901, Architekt Christian Jakoby, Waldmohr, bauzeitliche Remise | BW              |
| Bürgerhaus                  | Saarpfalzstraße 12 Lage         | 1900/01                           | ehemaliges Königlich-bayerisches Amtsgericht; U-förmiger Sandsteinquaderbau, Risalit mit Stufengiebel, 1900/01                                                                                      | Fotos hochladen |
| Verladerampe                | westlich des Ortes Lage         | 1902                              | Verladerampe der Grube Nordfeld, etwa 8 m hohe Rampe, 1902 | Fotos hochladen |
| Eichelscheiderhof           | Eichelscheiderhof, Nr. 2–5 Lage | 1752–57                           | ehemaliges Herzoglich-zweibrückisches Gestüt Eichelscheider Hof; eingeschossiges hufeisenförmiges Stallgebäude mit zweigeschossigem Torhaus, Wohn- und Wirtschaftsgebäude, hohe Walmdächer, 1752–57 | Fotos hochladen |